# Van Heemstraweg
De Van Heemstraweg is een weg in de Nederlandse provincie Gelderland van Weurt tot Brakel met een lengte van 57,3 km. Het gedeelte westelijk van Beneden-Leeuwen maakt deel uit van de provinciale weg N322. De weg is de langste doorgaande weg in Nederland met één straatnaam. De weg is vernoemd naar Schelto van Heemstra, commissaris van de Koningin van Gelderland van 1925 tot 1946.

## Geschiedenis
In 1927 stelde het Gelderse Provinciale Wegenplan dat er tussen Nijmegen en Tiel een betere wegverbinding moet komen. Dit leidde tot het plan voor een weg tussen Weurt en Brakel, via het Land van Maas en Waal. De regio zou hierdoor beter bereikbaar worden: tot dan toe werd namelijk de Koningstraat gebruikt, een verouderde grindweg.
Het bleek niet eenvoudig om de weg daadwerkelijk te realiseren. Er waren 14 verschillende wegbeheerders betrokken, en de gemeentes stelden niet alleen allerlei eisen aan het wegtracé, maar door de economische crisis hadden ze ook moeite om financieel bij te dragen aan de aanleg. Zo had de gemeente Wamel geen geld meer na de watersnood van 31 december 1925.
In 1934 werd gestart met het eerste gedeelte: van het Maas-Waalkanaal naar Druten. Op 19 september 1935 werd dit wegdeel geopend. Het duurde uiteindelijk tot 1959 voordat de weg helemaal was voltooid. De route zou een belangrijke rol gaan spelen in het vervoer tussen het westen en Duitsland, totdat de N322 en A15 de vervoersstromen zouden overnemen.

## Route
De weg loopt van de Weurtse Sluis bij Nijmegen tot vlak voor de Wilhelminasluis in de Afgedamde Maas bij Poederoijen. In Zaltbommel wordt de straatnaam onderbroken door andere straatnamen, te weten (van oost naar west gezien): Van Heemstraweg Oost, Koningin Wilhelminaweg, Van Heemstraweg West, Wichard van Pontlaan en Bomela. De totaal lengte van deze onderbreking is 4,2 km. Van Weurt tot Zaltbommel is de Van Heemstraweg 45,5 km lang; van Zaltbommel tot Brakel 11,8 km. Het langste traject met dezelfde naam is dus 45,5 km. De twee delen samen meten 57,3 km.

### N322
Oorspronkelijk was de Van Heemstraweg over de volle lengte een provinciale weg. In de loop der jaren werd een deel van die functie overgenomen door de A73 en de Maas-Waalweg. In Zaltbommel werd als gevolg van de bouw van de Martinus Nijhoffbrug en de verbreding van de A2 de aansluiting A2-N322 verlegd naar een locatie ten zuiden van de stad. Een nieuwe -naamloze- rondweg heeft daar de functie van de Van Heemstraweg overgenomen.
De gedeelten tussen de N323 bij Beneden-Leeuwen en Zaltbommel en tussen Zaltbommel en de Afgedamde Maas maken nog deel uit van de N322.

### Gemeenten
De Van Heemstraweg loopt door de volgende gemeenten:
- Beuningen
- Druten
- West Maas en Waal
- Maasdriel
- Zaltbommel